# Долина на цариците
Долината на цариците, известна в древността като Долината на децата на фараона, е археологическа зона на западния бряг на Нил, близо до Долината на царете, на срещуположния бряг на Луксор (древната Тива).
В долината са открити до 70 изсечени в скалите гробници на жени и деца на фараони, а също на жреци и велможи. Всички погребения се отнасят по време към 18-а, 19-а или 20-а династии (ок. 1550 – 1070 пр.н.е.)
Най-силно впечатление прави гробницата на Нефертари – съпругата на Рамзес Велики, в която прекрасно са се запазили голям комплекс от полихромна фрескова живопис.
| Портал | Портал „Африка“ съдържа още много статии, свързани с Африка. Можете да се включите към Уикипроект „Африка“. |